# Lưu Miễn (Lưu Tống)
Lưu Miễn (chữ Hán: 刘勔; 刘勉 , 418 – 474), hay Lưu Mẫn, tự Bá Du, người Bành Thành , tướng lãnh nhà Lưu Tống.

## Thân thế
Miễn là hậu duệ của học giả Kinh học Lưu Hâm thuộc dòng dõi tông thất nhà Hán, nhiều đời định cư ở làng (lý) An Thượng, Bành Thành.
Ông nội là Lưu Hoài Nghĩa, làm đến Thủy Hưng thái thú. Cha là Lưu Dĩnh Chi, làm đến Nhữ Nam, Tân Thái 2 quận thái thú, tham gia đánh Lâm Ấp, bệnh mất.

## Thời Văn đế
Miễn từ nhỏ có khí tiết, ưa chuộng văn nghĩa. Vì nhà nghèo, Miễn phải nhận quan Tăng Thành (huyện) lệnh ở Quảng Châu, được Quảng Châu thứ sử Lưu Đạo Tích dẫn làm Dương Liệt phủ Chủ bộ. Năm Nguyên Gia thứ 27 (450), quân Bắc Ngụy nam xâm, Đạo Tích sai Miễn đi sứ đến kinh đô; ông được đưa vào gặp Lưu Tống Văn đế, đối đáp vừa ý hoàng đế, nên được trừ quan Ninh viễn tướng quân, Tuy Viễn thái thú. Cuối niên hiệu Nguyên Gia, Tiêu Giản chiếm cứ Quảng Châu làm loạn, Miễn khởi nghĩa đánh dẹp, đốt cửa nam của thành. Dẹp loạn xong, Quảng Châu thứ sử Tông Khác lại mệnh cho Miễn làm Quân phủ Chủ bộ; ông nhờ công được phong Đại Đình hầu, sau đó trừ quan Viên ngoại Tán kỵ thị lang.

## Thời Hiếu Vũ đế
Đầu niên hiệu Hiếu Kiến (454 – 456) thời Lưu Tống Hiếu Vũ đế, Lưu Nghĩa Tuyên, Tang Chất nổi loạn, Tông Khác lấy Miễn làm Hành Ninh sóc tướng quân, Tương Đông nội sử, lĩnh quân ra An Lục. dẹp loạn xong, Miễn được giữ bản hiệu, làm Tấn Khang thái thú, rồi dời làm Úc Lâm thái thú.
Đầu niên hiệu Đại Minh (457 – 464), Miễn về kinh đô, được Từ Châu thứ sử Lưu Đạo Long mời làm Ninh sóc tư mã. Cánh Lăng vương Lưu Đản chiếm cứ Quảng Lăng nổi loạn, Miễn theo Lưu Đạo Long tham gia đánh dẹp; việc xong, được phong Kim Thành huyện Ngũ đẳng hầu. Sau đó Miễn được trừ quan Tây Dương vương Lưu Tử Thượng – Phủ quân Tham quân, vào cung làm Trực các.
Trước đó, triều đình sai Chu Đề thái thú Phí Thẩm đánh dẹp cừ soái ở quận Hợp Phố là Trần Đàn, không dẹp được, bèn cho Miễn trừ quan Long tương tướng quân, Tây Giang đốc hộ, Úc Lâm thái thú. Miễn đến nơi, soái quân đánh dẹp, tùy nghi trấn áp, tập hợp ngựa tốt, hiến cùng với San hô liên lý thụ (liền cành không cùng gốc), khiến hoàng đế rất đẹp lòng. Miễn trở về được trừ quan Tân An vương Lưu Tử Loan – Phủ quân trung binh tham quân, gặp lúc mẹ mất nên không nhận quan.

## Thời Tiền Phế đế
Lưu Tống Tiền Phế đế nối ngôi, Miễn được khởi làm Chấn uy tướng quân, Đồn kỵ hiệu úy, vào cung làm Trực các.

## Thời Minh đế

### Trấn áp Lưu Tử Huân
Lưu Tống Minh đế nối ngôi, Miễn được gia quan Ninh sóc tướng quân, hiệu úy như cũ. Giang Châu thứ sử, Tấn An vương Lưu Tử Huân xưng đế, được nhiều nơi hưởng ứng, Miễn được giữ bản quan, lĩnh quan Kiến Bình vương Lưu Cảnh Tố – Phụ quốc Tư mã, tiến chiếm Lương Sơn. Gặp lúc Dự Châu thứ sử Ân Diễm hưởng ứng Lưu Tử Huân, Miễn được trưng về kinh đô, làm Giả Phụ quốc tướng quân, soái quân đánh Diễm, được phép đem 30 người trang bị giáp trượng vào 6 cửa của kinh đô; tiếp đó được kiêm Sơn Dương vương Lưu Hưu Hữu – Phiếu kỵ tư mã, còn lại như cũ. Bấy giờ Ân Diễm không có bộ khúc, đều là do bọn Đỗ Thúc Bảo cưỡng ép; binh lực của Miễn yếu kém, nhưng nội bộ của quân Giang Châu sớm chia rẽ, khiến đài quân liên tiếp đắc thắng; Miễn được trừ chức Phụ quốc tướng quân, Sơn Dương vương Lưu Hưu Hữu – Phiếu kỵ Tư nghị tham quân, Lương Quận thái thú, Giả tiết, ông không nhận. Đài quân tiến vây Thọ Dương, vừa đánh thành vừa đẩy lùi viện quân; Miễn giỏi phủ dụ tướng soái, luôn khoan hậu đối với mọi người; tướng quân Vương Quảng Chi hỏi xin con ngựa của Miễn, chư tướng đều tức giận, đòi trị tội ông ta; Miễn cười vui vẻ, tức thì tặng ngựa cho Quảng Chi. Miễn tiếp tục được trừ chức Sứ trì tiết, Đốc Quảng, Giao 2 châu chư quân sự, Bình Việt trung lang tướng, Quảng Châu thứ sử, tướng quân như cũ, ông lại không nhận. Đến khi Ân Diễm mở cửa xin hàng, Miễn ước thúc ba quân, không cho phép làm càn, khiến quan dân trong thành không bị tổn thất dù chỉ 1 sợi lông; trăm họ vui mừng, đều nói là sống lại rồi, lập bia thờ sống ông. Miễn được đổi làm Đốc Ích, Ninh 2 châu chư quân sự, Ích Châu thứ sử, trì tiết, tướng quân như cũ; ông lại không nhận. Miễn trở về kinh đô, được bái làm Thái tử Tả vệ soái, phong Bà Dương huyện hầu, thực ấp 1000 hộ.

### Kháng cự Bắc Ngụy
Khi trước Ân Diễm cầu cứu Bắc Ngụy, đồng minh cũ của Ân Diễm là Thường Trân Kỳ vốn chiếm cứ Nhũ Nam, dâng đồn thú cho Bắc Ngụy. Năm Thái Thủy thứ 3 (467), Trân Kỳ rồi dẫn lối cho Tây Hà công Thác Bạt Thạch của Ngụy vây đánh Phụ quốc tướng quân, Nhữ Âm thái thú Trương Cảnh Viễn (tức Trương Siêu), Miễn được làm Chinh lỗ tướng quân, Đốc Tây thảo tiền phong chư quân sự, giả tiết, trí tá, bản quan như cũ. Siêu với Quân chủ Dương Văn Trường đẩy lui Thác Bạt Thạch, không bao lâu thì bệnh mất; triều đình lấy Dương Văn Trường thay làm Nhữ Âm thái thú, trừ Miễn chức Hữu vệ tướng quân, vẫn làm Sứ trì tiết, Đô đốc Dự, Ti 2 châu chư quân sự, Chinh lỗ tướng quân, Dự Châu thứ sử, còn lại như cũ.
Năm thứ 4 (468), Miễn được trừ chức Thị trung, lĩnh Xạ Thanh hiệu úy, lại không nhận; được tiến hiệu Hữu tướng quân. Nhữ Dương tư mã Triệu Hoài Nhân của Ngụy đem 500 bộ kỵ đánh huyện Vũ Tân, Miễn sai Long tương tướng quân Khúc Nguyên Đức đem khinh binh chống trả, khiến quân Ngụy tan chạy. Tử Đô công Át Vu Bạt của Ngụy đem 300 người, dùng ngàn cỗ xe vận tải vây quanh, kết doanh trại ở thượng du sông ở phía đông Nhữ Dương Đài; Khúc Nguyên Đức một ngựa xôgn vào, chém đầu Bạt; quân Tống thừa thắng tiến đánh Nhữ Dương Đài, phá được lũy ngoài, bắt được 1300 cỗ xe, chém được 150 thủ cấp. Miễn lại sai Tư đồ tham quân Tôn Đàm Quán làm Đốc Dặc Dương dĩ tây, gặp quân Ngụy ở Nghĩa Dương, đại phá địch. Quân Ngụy thu tô của Bắc Dự Châu, có 2000 cỗ xe; Miễn chiêu mộ hoang nhân, đón đánh đoàn xe ở Hứa Xương; quân Ngụy tan chạy, quân Tống thiêu hủy lương thực.
Người Hoài Tây là Giả Nguyên Hữu dâng thư lên Minh đế, khuyên ra bắc tấn công Huyền Hồ, có thể thu được đất của 4 quận: Trần Quận, Nam Đốn, Nhữ Nam, Tân Thái. Minh đế đem thư cho Miễn xem, ông phản bác từng lời của Nguyên Hữu, khiến Minh đế từ bỏ ý định ấy.
Miễn gởi thư khuyên Thường Trân Kỳ phản Ngụy, Trân Kỳ cùng con trai Thường Siêu Việt, Vũ Lâm giám Viên Thức Bảo, ở Tiếu giết bọn Tử Đô công Phí Bạt hơn 3000 người của Ngụy. Miễn thông qua trạm dịch để báo tin, Minh đế cả mừng, phong quan cho bọn Trân Kỳ; sau đó quân Ngụy đến đánh, bọn Trân Kỳ bỏ chạy về nam; Trân Kỳ chạy thoát về Thọ Dương, Siêu Việt, Thức Bảo bị giết.

### Trí sĩ làm gương
Năm thứ 5 (469), Nhữ Âm thái thú Dương Văn Trường lần lượt phá quân Ngụy ở Kinh Đình và Thú Tây, triều đình giáng chiếu cho Miễn tiến hiệu Bình tây tướng quân, Dự Châu thứ sử, còn lại như cũ, ông không nhận. Năm ấy, Miễn được trưng bái làm Tán kỵ thường thị, Trung lĩnh quân. Miễn muốn nghỉ, cố xin nhận chức ở quận Đông Dương; Minh đế đem tờ khải cho triều thần xem, từ Thượng thư bộc xạ Viên Sán trở xuống, chẳng ai không khen ngợi, đều nói không nên đồng ý. Minh đế muốn biểu dương Miễn làm gương, bèn đồng ý. Miễn quanh quẩn ở phía nam Tần Lĩnh, dùng làm nơi nghỉ ngơi, góp đá chứa nước, tự lấy làm vui; kẻ sĩ yêu sự trong sạch ấy, phần nhiều tìm đến thăm viếng.
Năm thứ 6 (470), Miễn được đổi thường thị làm thị trung. Năm ấy, Nam Duyện Châu thứ sử Tiêu Đạo Thành ra trấn Hoài Âm, triều đình lấy Miễn làm Sứ trì tiết, Đô đốc Nam Từ, Duyện, Thanh, Ký, Vi 5 châu chư quân sự, Bình bắc tướng quân, Thị trung, Trung lĩnh quân như cũ, ra trấn Quảng Lăng. Miễn cố từ chối quân hiệu, thị trung, triều đình đồng ý, lấy ông làm Giả Bình bắc tướng quân.
Năm thứ 7 (471), Miễn được cởi chức đô đốc, giả hiệu, gồm cả tiết. Minh đế lâm chung, cố mệnh lấy Miễn giữ chức Thượng thư hữu bộc xạ, Trung lĩnh quân như cũ, cấp 1 bộ Cổ xuy.

## Thời Hậu phế đế
Lưu Tống Hậu phế đế nối ngôi, bộ khúc của Miễn được thêm 500 người. Đầu niên hiệu Nguyên Huy (473 – 477), tinh tượng xuất hiện điềm xấu, suy ra "tướng quân chết", có người khuyên Miễn cởi quan; ông cho rằng đạo trời kín kẽ, khó lòng tránh khỏi, nên không muốn rời bỏ nhiệm vụ. Quế Dương vương Lưu Hưu Phạm làm loạn (474), bất ngờ kéo đến kinh đô; Miễn được gia Sứ trì tiết, Lĩnh quân, đặt tá sử, trấn giữ Thạch Đầu. Đến khi phản quan đóng đồn ở phái nam cầu nổi Chu Tước, Hữu quân Vương Đạo Long soái túc vệ hướng về Chu Tước, nghe tin địch đã đến, gởi thư gấp gọi Miễn. Miễn đến, mệnh đóng cửa, Đạo Long không nghe, giục ông vượt cầu nổi đón đánh. Miễn soái quân bản bộ ở phía nam cầu nổi thất bại, chết ở trong trận, hưởng thọ 57 tuổi.
Dẹp loạn xong, triều đình tặng Miễn làm Tán kỵ thường thị, Tư không, bản quan, hầu tước như cũ, thụy là Trung Chiêu công.

## Gia đình
- Em trai là Lưu Hiệu, được phong tước Đô hương hầu; thời Minh đế được làm Ninh sóc tướng quân, Giao Châu thứ sử, bệnh mất trên đường, thụy là Chất hầu.
- Con trai là Lưu Thuân, Lưu Huyên, Lưu Hội, Lưu Thiến. Thuân được kế tự.